# 252 Clementina
252 Clementina هو كويكب، يقع ضمن حزام الكويكبات. اكتشف في 11 أكتوبر 1885. وقد اكتشفه هنري جوزيف أناستاز.

## روابط خارجية
- 252 Clementina في قاعدة بيانات مختبر الدفع النفاث لأجرام النظام الشمسي الصغيرة

- الاكتشاف · مخطط المدار ·  العناصر المدارية · المعلمات المادية

- 252 Clementina على موقع ويكي سكاي: DSS2, SDSS, GALEX, IRAS, Hydrogen α, X-Ray, Astrophoto, Sky Map, Articles and images